# Хадалин, Штефан
Штефан Хадалин (словен. Štefan Hadalin; 6 июня 1995, Врхника) — словенский горнолыжник, призёр чемпионата мира 2019 года в комбинации. Специализировался в слаломных дисциплинах.

## Карьера
Активно участвует в соревнованиях FIS с ноября 2010 года. Хадалин дебютировал на Кубке Европы 3 января 2014 года, приняв участие в специальном слаломе в Шамони и финишировал 42-м. На Кубке мира дебют состоялся 8 марта 2014 года в гигантском слаломе в Болгарии, в котором ему удалось завершить только первый заезд.
В 2015 году на чемпионате мира среди юниоров, проходившем в Хафьелле, он выиграл серебряную медаль в супергиганте и в альпийской комбинации. На следующем юниорском чемпионате мира в Сочи в 2016 году завоевал золотую медаль в супергиганте и в командных соревнованиях.
Он дебютировал на чемпионате мира в Санкт-Морице 2017 года, где был 28-м в гигантском слаломе, 10-м в специальном слаломе, 28-м в комбинации и 9-м в командном зачете.
На XXIII зимних Олимпийских играх в Пхенчхане в 2018 году , в своем первом олимпийском турнире, он занял 21-е место в гигантском слаломе и 8-е в комбинации;
В следующем 2019 году на чемпионате мира в Оре он выиграл серебряную медаль в альпийской комбинации. Хадалин показал 30-е время в скоростном спуске в рамках комбинации и стартовал первым в слаломе и показал в нём лучшее время. Благодаря этому поднялся на итоговое второе место.
22 февраля 2019 года занял третье место в комбинации на этапе Кубка мира в болгарском Банско. Всего за карьеру Хадалин 9 раз попадал в 10-ку лучших на этапах Кубка мира, но кроме третьего место в Банско ни разу не поднимался выше шестого места.
Завершил карьеру после сезона 2023/24.

### Зимние Олимпийские игры
| Олимпийские игры | Скоростной спуск | Супергигант | Гигантский слалом | Слалом | Комбинация | Команды |
| ---------------- | ---------------- | ----------- | ----------------- | ------ | ---------- | ------- |
| 2018 Пхёнчхан    | —                | —           | 21                | DNF1   | 8          | 9       |

### Чемпионаты мира
| Чемпионат мира          | Скоростной спуск | Супергигант | Гигантский слалом | Слалом      | Комбинация  | Команды     | Паралл. гигантский слалом |
| ----------------------- | ---------------- | ----------- | ----------------- | ----------- | ----------- | ----------- | ------------------------- |
| 2017 Санкт-Мориц        | —                | —           | 28                | 10          | 28          | 9           | н/д                       |
| 2019 Оре                | DNS              | —           | 22                | DNS2        | 2           | —           | н/д                       |
| 2021 Кортина-д’Ампеццо  | —                | —           | 16                | 7           | —           | —           | 16                        |
| 2023 Куршевель/Мерибель | не выступал      | не выступал | не выступал       | не выступал | не выступал | не выступал | не выступал               |